# Lophocampa pallida
Lophocampa pallida là một loài bướm đêm thuộc phân họ Arctiinae, họ Erebidae.